# Ганс Вільгельм Шлегель
Ганс Вільгельм Шлегель (нім. Hans Wilhelm Schlegel) — німецький фізик, 5-й астронавт ФРН, астронавт ЕКА.

## Освіта
Ганс Шлегель навчався в містечку Бенсберг (нині район міста Бергіш-Гладбах в Північному Рейні-Вестфалії). У 1965 році його сім'я переїхала до Кельна, де він продовжив навчання в математичній гімназії. В рамках міжнародного обміну учнями протягом року (1968—1969) навчався в Центральній школі верхнього ступеня ім. Льюїса в місті Консіл-Блафс (штат Айова, США). Повернувшись на батьківщину, закінчив гімназію в 1970 році.
Після цього Шлегель два роки прослужив в повітряно-десантних військах бундесверу (1970—1972). Звільнившись з армії, зайнявся вивченням фізики в Рейнсько-Вестфальському технічному університеті Ахена. 1979 року отримав ступінь магістра наук з фізики. У 1979—1986 роках працював науковим співробітником Вестфальського технологічного інституту в тому ж університеті, займаючись вивченням електропровідності та оптичних властивостей напівпровідників. У 1986—1988 роках був фахівцем з неруйнівних методів випробувань в приватній компанії Institut Dr. Förster GmbH & Co. KG в Ройтлінгені.
Є членом Німецького фізичного товариства.

## Космічна підготовка
У серпні 1987 року в Німеччині був проведений набір астронавтів для польоту за програмою Spacelab D-2 на космічному кораблі «Спейс шаттл». Ханс Шлегель виявився одним з п'яти відібраних кандидатів. З 1988 по 1990 рік він проходив загальнокосмічну підготовку в Німецькому аерокосмічному центрі (DLR). Підготовка, зокрема, включала польоти на літаку КС-135 по параболічній траєкторії на тимчасову невагомість. Шлегель зробив на нім більше 1300 польотів. У вересні 1990 року отримав призначення в екіпаж як спеціаліст із корисного навантаження. У 1991-1992 роках, під час проведення набору другого набору до загону астронавтів ESA, був одним з п'яти кандидатів від Німеччини до загону астронавтів ЄКА, але зарахований до нього не був, залишаючись астронавтом DLR.